# Адаи
Адаи́ (адайский язык) — название индейской народности и языка, распространённого ранее на северо-западе штата Луизиана. Название «адаи» происходит из каддоанского слова hadai, означающего «непроходимый кустарник».
Адаи были одними из первых североамериканских индейцев, которые вступили в контакт с европейцами, и, по-видимому, одними из тех, на кого сильнее всего повлияла европейская культура. В 1530 г. Альвар Нуньес Кабеса де Вака упоминал их в своём отчёте под названием Atayos. Адаи позднее переселились из своих родных мест. К 1820 г. оставалось всего 30 носителей. К настоящему времени язык исчез.
Язык адаи — изолят, очень плохо документирован (известен список из 275 слов), классификация затруднительна, если вообще возможна. Ввиду территориальной близости предполагалось родство с каддоанскими языками, которое в настоящее время отвергнуто.